# Galileo Galilei (sous-marin)
Pour les articles homonymes, voir Galileo Galilei (homonymie).
Le Galileo Galilei est un sous-marin de la classe Archimede, en service dans la Regia Marina à partir de 1934 et ayant servi pendant la Seconde Guerre mondiale.
Le sous-marin est dédié à Galileo Galilei (1564-1642), un mathématicien, géomètre, physicien et astronome italien du XVIIe siècle.

## Caractéristiques
Les Archimède étaient des sous-marins de haute mer (ou de « grande croisière ») à double coque partielle. Ils déplaçaient 986 tonnes en surface et 1 259 tonnes en immersion. Les sous-marins mesuraient une longueur totale de 70,5 mètres, avaient une largeur de 6,87 mètres et un tirant d'eau de 4,12 mètres. Ils avaient une profondeur de plongée opérationnelle de 100 mètres. L'équipage se composait de 6 officiers, 49 sous-officiers et marins .
Le système de propulsion était de type conventionnel, avec deux moteurs diesel TOSI pour la navigation de surface, d'une puissance totale de 3 000 chevaux-vapeur (2 200 kW), chacun entraînant un arbre d'hélice. En immersion, chaque hélice était entraînée par un moteur électrique Ansaldo de 700 chevaux-vapeur (515 kW). Ces moteurs électriques étaient alimentés par une batterie d'accumulateurs composée de 124 éléments. Ils pouvaient atteindre 17 nœuds (31 km/h) en surface et 7,7 nœuds (14,3 km/h) sous l'eau. En surface, la classe Archimede avait une autonomie de 10 300 milles nautiques (19 100 km) à 8 noeuds (15 km/h); en immersion, elle avait une autonomie de 105 milles nautiques (194 km) à 3 nœuds (5,6 km/h).
Les sous-marins étaient armés de huit tubes lance-torpilles de 53,3 centimètres (21 pouces), quatre à l'avant et quatre à l'arrière, pour lesquels ils transportaient un total de 16 torpilles. L'armement d'artillerie pour le combat en surface était basé sur 2 canon de pont OTO 100/47 un à l'avant et un à l'arrière de la tour de contrôle (kiosque). Leur armement anti-aérien consistait en deux mitrailleuses simples Breda Model 1931 de 13,2 mm.

## Construction et mise en service
Le Galileo Galilei est construit par le chantier naval Cantieri navali Tosi di Taranto (TOSI) de Tarente en Italie, et mis sur cale le 15 octobre 1931. Il est lancé le 19 mars 1934 et est achevé et mis en service le 16 octobre 1934. Il est commissionné le même jour dans la Regia Marina.

## Historique

### Dans la Regia Marina
Après sa livraison, le Galileo Galilei, ainsi que d'autres sous-marins de classe Archimède, est affecté au 12e escadron de la IIIe flottille, qui est devenu plus tard le 41e puis le 44e escadron de sous-marins du VIIe groupe de sous-marins, basé à Tarente. Après une période d'entraînement intensif et de courtes croisières, l'escadron est envoyé à Tobrouk en Libye pour y être formé.
En 1937, avec de nombreux autres sous-marins de la Marine royale italienne (Regia Marina), le Galileo Galilei participe secrètement à la guerre civile espagnole, menant plusieurs missions sans succès. À la suite de l'incident de l'Iride-HMS Havock (H43), la France et la Grande-Bretagne convoquent en septembre 1937 la Conférence de Nyon pour s'attaquer à la « piraterie sous-marine » menée contre le trafic marchand en Méditerranée. Le 14 septembre, un accord est signé établissant des zones de patrouille britanniques et françaises autour de l'Espagne (avec un total de 60 destroyers et forces aériennes employés) pour contrer le comportement agressif des sous-marins. L'Italie n'est pas directement accusée, mais elle doit se conformer à l'accord et suspendre les opérations sous-marines.
Sous la pression du régime de Franco, l'Italie décide de transférer 4 sous-marins supplémentaires (en plus des Archimede et Torricelli déjà exploités par les Falangistes) à la Légion espagnole (Legión Española ou Tercio de Extranjeros). Le Galileo Galilei est l'un des quatre sous-marins choisis pour le transfert. Le 26 septembre 1937, le Galileo Galilei arrive à Soller à Majorque. Il est placé sous le commandement direct de l'amiral espagnol Francisco Moreno, et est rebaptisé Général Mola II et reçoit le numéro de fanion L1. Cependant, le Galileo Galilei conserve son commandant (le capitaine de corvette Mario Ricci), ses officiers supérieurs et son équipage italien, mais ils doivent porter l'uniforme et les insignes espagnols.
Les trois autres sous-marins italiens transférés à Tercio sont Onice (Aguilar Tablada), Iride (Gonzalez Lopez) et Galileo Ferraris (General Sanjurjo II). Tous les quatre sont basés à Soller. Le Galileo Galilei effectue plusieurs patrouilles sans succès. En février 1938, il rentre chez lui, l'Italie ayant retiré ses sous-marins du service espagnol en raison de la pression internationale. À son retour, le Galileo Galilei est temporairement affecté au 44e escadron du VIIe groupe de sous-marins basé à Tarente, avec le Galileo Ferraris et les plus modernes Archimède, Brin, Guglielmotti, Torricelli et Galvani. En 1939, le Galileo Galilei et le Galileo Ferraris sont déplacés dans un autre lieu et le 44e escadron est rebaptisé 41e escadron.
En mars 1940, le Galileo Galilei et le Galileo Ferraris sont transférés à Massaoua en Érythrée où ils ont formé le 81e escadron du VIIIe groupe de sous-marins.
Au moment de l'entrée de l'Italie dans la Seconde Guerre mondiale, le Galileo Galilei est stationné à la base italienne de Massaoua sur la mer Rouge, faisant partie de la Flottille italienne de la mer Rouge. Le 10 juin 1940, le sous-marin commandé par le capitaine de corvette Corrado Nardi reçoit l'ordre de se rendre dans sa zone d'opération près d'Aden où il arrive le 12 juin. Tôt le matin du 16 juin, alors qu'il est immergé, il intercepte le pétrolier norvégien James Stove, à environ 10,5 milles nautiques (19 km) au sud d'Aden. Après avoir fait surface et ordonné à l'équipage de quitter le navire, le Galileo Galilei tire trois torpilles qui mettent le feu au navire et coule le pétrolier. Il est probable que les explosions aient été entendues à Aden et que la colonne de fumée s'élevant du pétrolier en feu ait également été observée, mais aucun navire ou avion britannique n'est apparu et le sous-marin poursuit sa mission sans être dérangé jusqu'à l'après-midi du 18 juin, où le navire à vapeur yougoslave Drava est repéré. Le Galileo Galilei tire un coup de semonce en travers de la proue, ordonnant au navire de s'arrêter, mais après avoir vu que le navire était sous pavillon neutre, le vapeur est autorisé à partir. Cependant, le chalutier de lutte anti-sous-marine HMS Moonstone (T90) entend le tir et envoie un signal d'avertissement. Vers 16 h 30, alors que le sous-marin est encore à la surface, il est attaqué par un avion ennemi. Le Galileo Galilei est forcé de plonger mais reste à son poste en raison d'une réaction plutôt faible à son repérage. À la tombée de la nuit, le sous-marin refait surface pour recharger ses batteries, mais il est découvert par le navire britannique qui force le sous-marin à plonger en catastrophe et à passer par une brève mais intense attaque en profondeur qui ne cause aucun dommage. Le matin du 19 juin, alors que le Galileo Galilei est immobilisé au fond de la mer, les premiers symptômes légers d'empoisonnement au chlorure de méthyle apparaissent chez certains membres de l'équipage. Entre-temps, le sous-marin est détecté par le Moonstone qui lance une nouvelle attaque de charges de profondeur. Le capitaine de corvette Nardi ordonne au sous-marin d'atteindre la profondeur de périscope, examine son adversaire et note leur unique canon de 4 pouces et une paire de mitrailleuses. Considérant les effets possibles d'un empoisonnement au chlorure de méthyle si le sous-marin continue à rester immergé, et la modestie de l'armement du chalutier, il décide d'affronter le Moonstone en surface avec ses deux canons de 100 mm et ses deux mitrailleuses. Au début du combat, le mécanisme de visée du canon du Galileo Galilei dysfonctionne, ce qui affecte grandement la précision du tir.

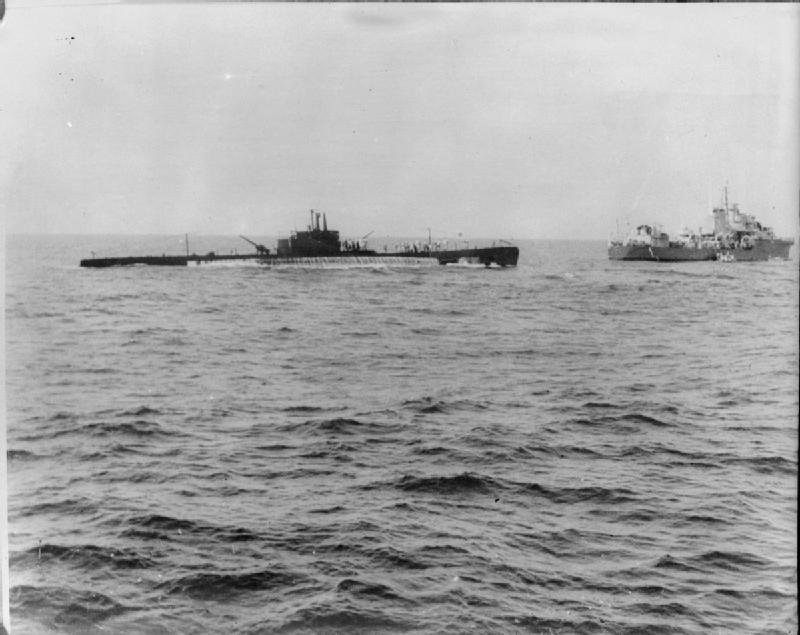
Le Galileo Galilei remorqué par le HMS Kandahar

Le Moonstone  se également déplace trop vite pour que l'équipage du sous-marin puisse pointer ses canons efficacement. Au bout d'une dizaine de minutes, le Galileo Galilei est touché pour la première fois, blessant le commandant Nardi et tuant plusieurs personnes autour de lui. Peu après, le canon de proue est touché, tuant l'équipage du canon, y compris le commandant en second. Le canon continue cependant à tirer, sous le commandement de l'enseigne Mazzucchi. Le canon arrière se bloque bientôt, puis une autre salve du Moonstone tue tous les membres de la tour de contrôle, y compris Nardi. Le canon avant continue à tirer jusqu'à ce que le destroyer HMS Kandahar (F28) arrive sur les lieux et que Mazzucchi, en tant que plus haut gradé à bord du sous-marin, ordonne au Galileo Galilei d'arrêter de tirer et de se rendre. Le sous-marin a perdu 16 hommes : le commandant Nardi, quatre autres officiers, sept sous-officiers et quatre marins. Le sous-marin est ensuite remorqué à Aden par le Kandahar.
Lors de cette unique mission de guerre, l'unité avait parcouru 139 milles nautiques (257 km) en surface et 30 milles nautiques (56 km) sous l'eau.

#### La prétendue saisie de documents
Cependant, l'« affaire Galilei » a été caractérisée par un point débattu et jamais clarifié : la prétendue capture de documents secrets, y compris les livres de code et ordres d'opération des sous-marins, grâce auxquels les Britanniques auraient pu intercepter et couler deux autres sous-marins en mer Rouge, le Galvani et le Torricelli.
L'enseigne Mazzucchi et d'autres survivants ont affirmé que parmi les documents du sous-marin, il n'y avait pas d'ordre opérationnel écrit n'avait été donné aux unités italiennes, mais seulement un briefing oral entre les capitaines et le commandement du sous-marin à Massaoua avant chaque mission (et en fait, il n'y en avait pas sur d'autres sous-marins, on ne voit donc pas clairement pourquoi il aurait dû être sur le Galileo Galilei, surtout sachant que les commandants de chaque sous-marin avaient été convoqués individuellement et en secret pour être informés des ordres) et que les documents avaient été détruits avant la capture. Mais des sources britanniques ont affirmé que de tels documents avaient été trouvés à bord du Galileo Galilei et utilisés pour la destruction du Galvani (et peut-être aussi du Torricelli). De plus, on sait que les Britanniques disposaient d'un réseau d'espionnage efficace en Afrique orientale italienne: l'histoire des documents du Galileo Galilei aurait donc pu être inventée uniquement pour éviter que le contre-espionnage italien ne s'inquiète de l'existence de taupes.

### Dans la Royal Navy
Après sa capture, Galileo Galilei est amarré à Port Saïd et sert de centrale électrique pour charger les batteries des sous-marins britanniques[. Il est mis en service dans la Royal Navy en juin 1942 sous le nom de HMS X2 (plus tard changé en P 711), et a été utilisé comme sous-marin d'entraînement dans l'Est. Il a été mis au rebut le 1er janvier 1946.
| Date         | Navire      | Nationalité | Tonnage en tonneaux de jauge brute | Notes          |  |
| ------------ | ----------- | ----------- | ---------------------------------- | -------------- |  |
| 16 juin 1940 | James Stove | Norvège     | 8 215                              | Pétrolier      |  |
| Total:       | Total:      | Total:      | Total:                             | 8 215 tonneaux |  |